# 度会郡
- 令制国一覧 > 東海道 > 伊勢国 > 度会郡
- 日本 > 近畿地方 > 三重県 > 度会郡

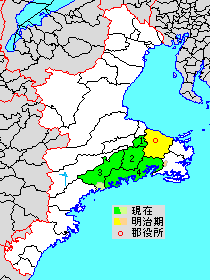
三重県度会郡の範囲（1.玉城町 2.度会町 3.大紀町 4.南伊勢町 薄緑：後に他郡から編入した区域 薄黄：後に他郡に編入された区域）

度会郡（わたらいぐん）は、三重県（伊勢国）の郡。
人口37,991人、面積651.1km²、人口密度58.3人/km²。（2025年4月1日、推計人口）
以下の4町を含む。
- 玉城町（たまきちょう）
- 度会町（わたらいちょう）
- 大紀町（たいきちょう）
- 南伊勢町（みなみいせちょう）

## 郡域
- 1879年（明治12年）に行政区画として発足した当時の郡域は以下の区域にあたる。
  - 玉城町・度会町・南伊勢町の全域
  - 大紀町の大部分（錦を除く）
  - 伊勢市の全域
  - 志摩市の一部（磯部町桧山・磯部町栗木広・磯部町山原）
  - 多気郡明和町の一部（大淀・有爾中の各一部・明星字妻ヶ広）

現在の南伊勢町は、かつて志摩国英虞郡の一部であったが、天正10年（1582年）に伊勢国の守護大名の北畠氏により本郡に編入された。

## 歴史

### 町村制以前の沿革
- 「旧高旧領取調帳」に記載されている明治初年時点での支配は以下の通り。●は村内に寺社領が存在。（3町169村14浦8竈）

| 知行         | 知行                       | 村数               | 村名 |
| ------------ | -------------------------- | ------------------ | --- |
| 幕府領       | 幕府領（信楽代官所）       | 2村                | 小林村、上条村 |
| 幕府領       | 幕府領（山田奉行）         | 2町 9村            | 横輪村、下村、上村、土路西条村、菖蒲村、床ノ木村、植山新開、有滝村、樫原村、宇治町、山田町 |
| 藩領         | 紀伊和歌山藩               | 1町 119村 14浦 8竈 | 大倉村、上野村、津村、佐八村、神薗村、棚橋村、当津村、立岡村、岡出村、中楽村、久保村、野村、宮古村、中角村、岩出村、平生村、大久保村、上田辺村、●田宮寺村、蚊野村、吉祥寺村、別所村、谷村、坂本村、岡村、田間村、中須村、佐田村、大野木村、山岡村、小社村、曽根村、川端村、粟野村、昼田村、矢野村、妙法寺村、新村、長更村、上地村、富岡村、牧戸村、南鮠川村、鮠川村、上久具村、下久具村、野篠村、東原村、積良村、●山神村、勝田村、葛原村、門前村、井倉村、湯田村、長原村、坂井村、麻加江村、田口村、注連指村、黒坂村、野原村、野添村、打見村、金輪村、古里村、藤村、神原村、三瀬川村、船木村、阿曽村、柏野村、注連小路小屋、崎村、笠木木屋新田、錦木屋、駒村、間弓村、川口村（現・大紀町）、中野村、米ヶ谷村、川口村（現・度会町）、柑子垣内村、栗原村、中ノ郷村、日向村、五ヶ町村、奥河内村、木越村、火打石村、駒ヶ野村、小萩村、柳村、市場村、脇出村、川上村、中村（現・度会町）、和井野村、押淵村、始神村、斎田村、伊勢路村、内瀬村、船越村、五ヶ所浦、切原村、飯満村、泉村、神津佐村、栗木広新田、山原村、檜山村、下津浦村、木谷村、中津浜浦、宿浦、田曽浦、相賀浦、相賀竈、礫浦、迫間浦、大江村、道行竈、大方竈、円座村、阿曽浦、道方村、慥柄浦、贄浦、奈屋浦、東宮村、河内村、赤崎竈、村山村、神前浦、方座浦、小方竈、栃木竈、古和浦、棚橋竈、新桑竈、田丸城下 |
| 藩領         | 志摩鳥羽藩                 | 2村                | 東大淀村、村松村 |
| 藩領         | 和歌山藩・鳥羽藩           | 2村                | 野依村、小俣村 |
| 幕府領・藩領 | 幕府領（山田）・和歌山藩   | 1村                | 柏村 |
| 幕府領・藩領 | 幕府領（山田）・鳥羽藩     | 1村                | 中郡村 |
| その他       | 伊勢神宮領                 | 28村               | 西村、荘村、三津村、溝口村、江村、山田原村、今一色村、神社村、竹ヶ鼻村、小木村、下野村、馬瀬村、大湊村、中村（現・伊勢市）、楠部村、一宇田村、朝熊村、鹿海村、松下村、黒瀬村、神田村、久志本村、田尻村、通村、高向村、長屋村、新開村、王中島村 |
| その他       | 伊勢神宮領・和歌山藩       | 3村                | 下田辺村、世古村、野後村 |
| その他       | 伊勢神宮領・幕府領（山田） | 1村                | 一色村 |
| その他       | 久志本式部領               | 1村                | ●磯村 |

- 慶応4年
  - 3月7日（1868年3月30日） - 信楽代官所の管轄地域が大津裁判所の管轄となる。
  - 4月28日（1868年5月20日）[9] - 大津裁判所の管轄地域が大津県の管轄となる。
  - 7月6日（1868年8月23日） - 伊勢神宮領・山田奉行の管轄地域などが度会府の管轄となる。
- 明治元年（1868年） - 神社村が改称して神社港となる。（4町168村14浦8竈）[10]
- 明治2年
  - 7月17日（1869年8月24日） - 度会府が改称して度会県となる。
  - 8月2日（1869年9月7日） - 大津県の管轄地域が度会県の管轄となる。
  - 伊勢外宮領前山郷の一部より旭村・藤里村・前山村が起立。（4町171村14浦8竈）
- 明治4年
  - 7月14日（1871年8月29日） - 廃藩置県により、藩領が和歌山県、鳥羽県の管轄となる。
  - 11月22日（1872年1月2日） - 第1次府県統合により、全域が度会県の管轄となる。
  - 廃藩置県にともない田丸城下が改称して寒川村となる。（3町172村14浦8竈）
- 明治初年（4町170村14浦8竈）
  - 小社村・曽根村が合併して小社曽根村となる。
  - 神田村・久志本村が合併して神田久志本村となる。
  - 中村（現・伊勢市）が改称して北中村となる。
- 明治6年（1873年） - 奥河内村・木越村が合併して小川村となる。（3町169村14浦8竈）
- 明治7年（1874年）（3町168村14浦8竈）
  - 吉祥寺村・別所村が合併して玉川村となる。
  - 寒川村が改称して田丸村となる。
- 明治8年（1875年） - 南鮠川村が鮠川村に、注連小路小屋が柏野村に、柑子垣内村が川口村（現・度会町）に、相賀竈が相賀浦に、赤崎竈が河内村にそれぞれ合併。（3町165村14浦6竈）
- 明治9年（1876年）（3町160村14浦6竈）
  - 4月18日 - 第2次府県統合により三重県の管轄となる。
  - 伊勢外宮領前山郷の一部（通称・六合村）より勢田村が起立。
  - 古里村・藤村が合併して永会村となる。
  - 駒村・間弓村・川口村（現・大紀町）・中野村・米ヶ谷村が合併して大内山村となる。
  - 黒坂村が野原村に合併。
- 明治11年（1878年） - 笠木木屋新田・錦木屋が崎村に合併。（3町158村14浦6竈）
- 明治12年（1879年）
  - 2月5日 - 郡区町村編制法の三重県での施行により、行政区画としての度会郡が発足。郡役所が宇治山田町[11]に設置。
  - 中村（現・度会町）が改称して南中村となる。
- 明治15年（1882年）（4町156村14浦6竈）
  - 田丸村が改称して田丸町となる。
  - 中郡村が多気郡中大淀村に合併。
- 明治22年（1889年） - 世古村の一部が多気郡有爾中村に合併。

### 町村制以降の沿革

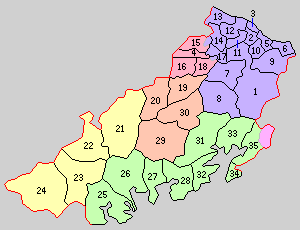
1.宇治山田町 2.神社町 3.大湊町 4.田丸町 5.東二見村 6.西二見村 7.宮本村 8.沼木村 9.四郷村 10.浜郷村 11.御薗村 12.豊浜村 13.北浜村 14.小俣村 15.有田村 16.東外城田村 17.城田村 18.下外城田村 19.内城田村 20.中川村 21.七保村 22.滝原村 23.柏崎村 24.大内山村 25.島津村 26.吉津村 27.鵜倉村 28.中島村 29.一之瀬村 30.小川郷村 31.穂原村 32.南海村 33.五ヶ所村 34.宿田曽村 35.神原村（紫：伊勢市 桃：志摩市 赤：玉城町 橙：度会町 黄：大紀町 緑：南伊勢町）

- 明治22年（1889年）4月1日 - 町村制の施行により、以下の町村が発足。（4町31村）
  - 宇治山田町 ← 宇治町[12]、山田町[13]（現・伊勢市）
  - 神社町 ← 神社港、竹ヶ鼻村、小木村、下野村、馬瀬村（現・伊勢市）
  - 大湊町（大湊村が単独町制。現・伊勢市）
  - 田丸町 ← 田丸町、佐田村、下田辺村、上田辺村（現・玉城町）
  - 東二見村 ← 松下村、江村、三津村（現・伊勢市）
  - 西二見村 ← 山田原村、溝口村、荘村、西村、今一色村（現・伊勢市）
  - 宮本村 ← 勢田村、旭村、藤里村、前山村、大倉村、佐八村、津村（現・伊勢市）
  - 沼木村 ← 円座村、神薗村、上野村、横輪村、上村、下村、菖蒲村、床ノ木村（現・伊勢市）
  - 四郷村 ← 北中村、楠部村、一宇田村、朝熊村、鹿海村（現・伊勢市）
  - 浜郷村 ← 黒瀬村、神田久志本村、田尻村、通村、一色村（現・伊勢市）
  - 御薗村 ← 高向村、長屋村、新開村、王中島村、上条村、小林村（現・伊勢市）
  - 豊浜村 ← 磯村、野依村、樫原村、土路西条村、植山新開（現・伊勢市）
  - 北浜村 ← 有滝村、村松村、東大淀村、柏村、野村（現・伊勢市）
  - 小俣村（単独村制。現・伊勢市）
  - 有田村 ← 湯田村、新村（現・伊勢市）、井倉村（現・玉城町、多気郡明和町）、長更村、中楽村、久保村、妙法寺村、岡村、谷村、門前村、坂本村、玉川村、世古村（現・玉城町）
  - 東外城田村 ← 東原村、蚊野村、野篠村、矢野村、積良村、山神村、田宮寺村、勝田村（現・玉城町）
  - 城田村 ← 上地村、中須村、川端村（現・伊勢市）
  - 下外城田村 ← 宮古村、岡出村、富岡村、小社曽根村、山岡村、中角村、岩出村、昼田村（現・玉城町）、粟野村（現・伊勢市）
  - 内城田村 ← 葛原村、大野木村、棚橋村、牧戸村、平生村、大久保村、立岡村、鮠川村、当津村、田間村、上久具村、下久具村（現・度会町）
  - 中川村 ← 長原村、坂井村、麻加江村、田口村、注連指村（現・度会町）
  - 七保村 ← 野原村、野添村、金輪村、永会村、打見村、神原村（現・大紀町）
  - 滝原村 ← 三瀬川村、船木村、野後村、阿曽村（現・大紀町）
  - 柏崎村 ← 柏野村、崎村（現・大紀町）
  - 大内山村（単独村制。現・大紀町）
  - 島津村 ← 新桑竈、棚橋竈、古和浦、栃木竈、小方竈、方座浦（現・南伊勢町）
  - 吉津村 ← 村山村、神前浦、河内村（現・南伊勢町）
  - 鵜倉村 ← 東宮村、奈屋浦、贄浦、慥柄浦（現・南伊勢町）
  - 中島村 ← 道方村、大江村、道行竈、阿曽浦、大方竈（現・南伊勢町）
  - 一之瀬村 ← 南中村、川上村、脇出村、市場村、和井野村、小萩村、柳村（現・度会町）
  - 小川郷村 ← 駒ヶ野村、小川村、火打石村、日向村、栗原村、五ヶ町村、中ノ郷村、川口村（現・度会町）
  - 穂原村 ← 押淵村、始神村、斎田村、伊勢路村、内瀬村（現・南伊勢町）
  - 南海村 ← 迫間浦、相賀浦、礫浦（現・南伊勢町）
  - 五ヶ所村 ← 船越村、中津浜浦、五ヶ所浦、切原村、飯満村（現・南伊勢町）
  - 宿田曽村 ← 宿浦、田曽浦（現・南伊勢町）
  - 神原村 ← 泉村、神津佐村、下津浦村、木谷村（現・南伊勢町）、栗木広新田、檜山村、山原村（現・志摩市）
- 明治30年（1897年）9月1日 - 郡制を施行。
- 明治39年（1906年）9月1日 - 宇治山田町が市制施行して宇治山田市となり、郡より離脱。（3町31村）
- 明治41年（1908年）5月1日 - 東二見村・西二見村が合併して二見町が発足。（4町29村）
- 大正12年（1923年）4月1日 - 郡会が廃止。郡役所は存続。
- 大正15年（1926年）7月1日 - 郡役所が廃止。以降は地域区分名称となる。
- 昭和3年（1928年）11月3日 - 小俣村が町制施行して小俣町となる。（5町28村）
- 昭和15年（1940年）2月11日（7町26村）
  - 滝原村が町制施行して滝原町となる。
  - 五ヶ所村が町制施行して五ヶ所町となる。
- 昭和16年（1941年）5月5日 - 神社町が宇治山田市に編入。（6町26村）
- 昭和18年（1943年）12月1日 - 大湊町・宮本村・浜郷村が宇治山田市に編入。（5町24村）
- 昭和29年（1954年）9月10日 - 吉津村が町制施行して吉津町となる。（6町23村）
- 昭和30年（1955年）
  - 1月1日 - 豊浜村・北浜村・城田村・四郷村が宇治山田市に編入。宇治山田市は即日改称して伊勢市となる。（6町19村）
  - 2月11日
    - 五ヶ所町・穂原村・南海村・宿田曽村および神原村の一部（泉・神津佐・下津浦・木谷）が合併して南勢町が発足。
    - 神原村の残部（檜山・栗木広・山原）が志摩郡磯部村に編入。磯部村は即日的矢村と合併して磯部町が発足。（6町15村）

  - 4月1日（6町8村）
    - 吉津町・島津村・鵜倉村・中島村が合併して南島町が発足。
    - 沼木村が伊勢市に編入。
    - 小川郷村・内城田村・一之瀬村・中川村が合併して度会村が発足。

  - 4月10日（6町6村）
    - 有田村の一部（湯田・新村および井倉の一部[14]）が小俣町に編入。
    - 田丸町・東外城田村および有田村の残部（長更・世古・門前・坂本・谷村・玉川・岡村・妙法寺・中楽・久保および井倉の残部）が合併して玉城町が発足。
- 昭和31年（1956年）9月30日（6町4村）
  - 滝原町・七保村が合併して大宮町が発足。
  - 下外城田村が玉城町に編入。
- 昭和32年（1957年）
  - 1月15日 - 小俣町の一部（井倉の一部[14]）が多気郡斎明村に編入。
  - 2月1日 - 柏崎村が北牟婁郡錦町と合併して度会郡紀勢町が発足。（7町3村）
  - 4月1日 - 玉城町の一部（粟野）が伊勢市に編入。（8町2村）
- 昭和43年（1968年）1月1日 - 度会村が町制施行して度会町となる。（8町2村）
- 平成17年（2005年）
  - 2月14日 - 大宮町・紀勢町・大内山村が合併して大紀町が発足。（7町1村）
  - 10月1日 - 南勢町・南島町が合併して南伊勢町が発足。（6町1村）
  - 11月1日 - 伊勢市・二見町・小俣町・御薗村が合併し、改めて伊勢市が発足。（4町）

### 変遷表
| 明治以前            | 明治以前     | 明治元年 - 明治4年    | 明治5年 - 明治11年  | 明治12年 - 明治22年         | 明治22年 4月1日 町村制施行 | 明治22年 - 大正15年            | 昭和元年 - 昭和29年                | 昭和30年 - 昭和32年                             | 昭和30年 - 昭和32年                | 昭和32年 - 昭和64年                         | 平成元年 - 現在              | 現在     |
| ------------------- | ------------ | --------------------- | ------------------- | --------------------------- | -------------------------- | ------------------------------ | ---------------------------------- | ----------------------------------------------- | ---------------------------------- | ------------------------------------------- | ---------------------------- | -------- |
| 宇治町              | 宇治町       | 宇治町                | 宇治町              | 宇治町                      | 宇治山田町                 | 明治39年9月1日 市制 宇治山田市 | 宇治山田市                         | 昭和30年1月1日 改称 伊勢市                      | 伊勢市                             | 伊勢市                                      | 平成17年11月1日 伊勢市       | 伊勢市   |
| 山田町              | 山田町       | 山田町                | 山田町              | 山田町                      | 宇治山田町                 | 明治39年9月1日 市制 宇治山田市 | 宇治山田市                         | 昭和30年1月1日 改称 伊勢市                      | 伊勢市                             | 伊勢市                                      | 平成17年11月1日 伊勢市       | 伊勢市   |
| 神社村              | 神社村       | 明治元年 改称 神社港  | 神社港              | 神社港                      | 神社町                     | 神社町                         | 昭和16年5月5日 宇治山田市に編入    | 昭和30年1月1日 改称 伊勢市                      | 伊勢市                             | 伊勢市                                      | 平成17年11月1日 伊勢市       | 伊勢市   |
| 竹ヶ鼻村            | 竹ヶ鼻村     | 竹ヶ鼻村              | 竹ヶ鼻村            | 竹ヶ鼻村                    | 神社町                     | 神社町                         | 昭和16年5月5日 宇治山田市に編入    | 昭和30年1月1日 改称 伊勢市                      | 伊勢市                             | 伊勢市                                      | 平成17年11月1日 伊勢市       | 伊勢市   |
| 小木村              | 小木村       | 小木村                | 小木村              | 小木村                      | 神社町                     | 神社町                         | 昭和16年5月5日 宇治山田市に編入    | 昭和30年1月1日 改称 伊勢市                      | 伊勢市                             | 伊勢市                                      | 平成17年11月1日 伊勢市       | 伊勢市   |
| 下野村              | 下野村       | 下野村                | 下野村              | 下野村                      | 神社町                     | 神社町                         | 昭和16年5月5日 宇治山田市に編入    | 昭和30年1月1日 改称 伊勢市                      | 伊勢市                             | 伊勢市                                      | 平成17年11月1日 伊勢市       | 伊勢市   |
| 馬瀬村              | 馬瀬村       | 馬瀬村                | 馬瀬村              | 馬瀬村                      | 神社町                     | 神社町                         | 昭和16年5月5日 宇治山田市に編入    | 昭和30年1月1日 改称 伊勢市                      | 伊勢市                             | 伊勢市                                      | 平成17年11月1日 伊勢市       | 伊勢市   |
| 大湊村              | 大湊村       | 大湊村                | 大湊村              | 大湊村                      | 大湊町                     | 大湊町                         | 昭和18年12月1日 宇治山田市に編入   | 昭和30年1月1日 改称 伊勢市                      | 伊勢市                             | 伊勢市                                      | 平成17年11月1日 伊勢市       | 伊勢市   |
|                     |              |                       | 明治9年 起立 勢田村 | 勢田村                      | 宮本村                     | 宮本村                         | 昭和18年12月1日 宇治山田市に編入   | 昭和30年1月1日 改称 伊勢市                      | 伊勢市                             | 伊勢市                                      | 平成17年11月1日 伊勢市       | 伊勢市   |
| 明治2年 起立 旭村   | 旭村         | 旭村                  |                     |                             | 宮本村                     | 宮本村                         | 昭和18年12月1日 宇治山田市に編入   | 昭和30年1月1日 改称 伊勢市                      | 伊勢市                             | 伊勢市                                      | 平成17年11月1日 伊勢市       | 伊勢市   |
| 明治2年 起立 藤里村 | 藤里村       | 藤里村                |                     |                             | 宮本村                     | 宮本村                         | 昭和18年12月1日 宇治山田市に編入   | 昭和30年1月1日 改称 伊勢市                      | 伊勢市                             | 伊勢市                                      | 平成17年11月1日 伊勢市       | 伊勢市   |
| 明治2年 起立 前山村 | 前山村       | 前山村                |                     |                             | 宮本村                     | 宮本村                         | 昭和18年12月1日 宇治山田市に編入   | 昭和30年1月1日 改称 伊勢市                      | 伊勢市                             | 伊勢市                                      | 平成17年11月1日 伊勢市       | 伊勢市   |
| 大倉村              | 大倉村       | 大倉村                | 大倉村              | 大倉村                      | 宮本村                     | 宮本村                         | 昭和18年12月1日 宇治山田市に編入   | 昭和30年1月1日 改称 伊勢市                      | 伊勢市                             | 伊勢市                                      | 平成17年11月1日 伊勢市       | 伊勢市   |
| 佐八村              | 佐八村       | 佐八村                | 佐八村              | 佐八村                      | 宮本村                     | 宮本村                         | 昭和18年12月1日 宇治山田市に編入   | 昭和30年1月1日 改称 伊勢市                      | 伊勢市                             | 伊勢市                                      | 平成17年11月1日 伊勢市       | 伊勢市   |
| 津村                | 津村         | 津村                  | 津村                | 津村                        | 宮本村                     | 宮本村                         | 昭和18年12月1日 宇治山田市に編入   | 昭和30年1月1日 改称 伊勢市                      | 伊勢市                             | 伊勢市                                      | 平成17年11月1日 伊勢市       | 伊勢市   |
| 黒瀬村              | 黒瀬村       | 黒瀬村                | 黒瀬村              | 黒瀬村                      | 浜郷村                     | 浜郷村                         | 昭和18年12月1日 宇治山田市に編入   | 昭和30年1月1日 改称 伊勢市                      | 伊勢市                             | 伊勢市                                      | 平成17年11月1日 伊勢市       | 伊勢市   |
| 神田村              | 神田村       | 明治初年 神田久志本村 | 神田久志本村        | 神田久志本村                | 浜郷村                     | 浜郷村                         | 昭和18年12月1日 宇治山田市に編入   | 昭和30年1月1日 改称 伊勢市                      | 伊勢市                             | 伊勢市                                      | 平成17年11月1日 伊勢市       | 伊勢市   |
| 久志本村            |              | 明治初年 神田久志本村 | 神田久志本村        | 神田久志本村                | 浜郷村                     | 浜郷村                         | 昭和18年12月1日 宇治山田市に編入   | 昭和30年1月1日 改称 伊勢市                      | 伊勢市                             | 伊勢市                                      | 平成17年11月1日 伊勢市       | 伊勢市   |
| 田尻村              | 田尻村       | 田尻村                | 田尻村              | 田尻村                      | 浜郷村                     | 浜郷村                         | 昭和18年12月1日 宇治山田市に編入   | 昭和30年1月1日 改称 伊勢市                      | 伊勢市                             | 伊勢市                                      | 平成17年11月1日 伊勢市       | 伊勢市   |
| 通村                | 通村         | 通村                  | 通村                | 通村                        | 浜郷村                     | 浜郷村                         | 昭和18年12月1日 宇治山田市に編入   | 昭和30年1月1日 改称 伊勢市                      | 伊勢市                             | 伊勢市                                      | 平成17年11月1日 伊勢市       | 伊勢市   |
| 一色村              | 一色村       | 一色村                | 一色村              | 一色村                      | 浜郷村                     | 浜郷村                         | 昭和18年12月1日 宇治山田市に編入   | 昭和30年1月1日 改称 伊勢市                      | 伊勢市                             | 伊勢市                                      | 平成17年11月1日 伊勢市       | 伊勢市   |
| 中村                | 中村         | 明治初年 改称 北中村  | 北中村              | 北中村                      | 四郷村                     | 四郷村                         | 四郷村                             | 昭和30年1月1日 宇治山田市に編入 即日改称 伊勢市 | 伊勢市                             | 伊勢市                                      | 平成17年11月1日 伊勢市       | 伊勢市   |
| 楠部村              | 楠部村       | 楠部村                | 楠部村              | 楠部村                      | 四郷村                     | 四郷村                         | 四郷村                             | 昭和30年1月1日 宇治山田市に編入 即日改称 伊勢市 | 伊勢市                             | 伊勢市                                      | 平成17年11月1日 伊勢市       | 伊勢市   |
| 一宇田村            | 一宇田村     | 一宇田村              | 一宇田村            | 一宇田村                    | 四郷村                     | 四郷村                         | 四郷村                             | 昭和30年1月1日 宇治山田市に編入 即日改称 伊勢市 | 伊勢市                             | 伊勢市                                      | 平成17年11月1日 伊勢市       | 伊勢市   |
| 朝熊村              | 朝熊村       | 朝熊村                | 朝熊村              | 朝熊村                      | 四郷村                     | 四郷村                         | 四郷村                             | 昭和30年1月1日 宇治山田市に編入 即日改称 伊勢市 | 伊勢市                             | 伊勢市                                      | 平成17年11月1日 伊勢市       | 伊勢市   |
| 鹿海村              | 鹿海村       | 鹿海村                | 鹿海村              | 鹿海村                      | 四郷村                     | 四郷村                         | 四郷村                             | 昭和30年1月1日 宇治山田市に編入 即日改称 伊勢市 | 伊勢市                             | 伊勢市                                      | 平成17年11月1日 伊勢市       | 伊勢市   |
| 磯村                | 磯村         | 磯村                  | 磯村                | 磯村                        | 豊浜村                     | 豊浜村                         | 豊浜村                             | 昭和30年1月1日 宇治山田市に編入 即日改称 伊勢市 | 伊勢市                             | 伊勢市                                      | 平成17年11月1日 伊勢市       | 伊勢市   |
| 野依村              | 野依村       | 野依村                | 野依村              | 野依村                      | 豊浜村                     | 豊浜村                         | 豊浜村                             | 昭和30年1月1日 宇治山田市に編入 即日改称 伊勢市 | 伊勢市                             | 伊勢市                                      | 平成17年11月1日 伊勢市       | 伊勢市   |
| 樫原村              | 樫原村       | 樫原村                | 樫原村              | 樫原村                      | 豊浜村                     | 豊浜村                         | 豊浜村                             | 昭和30年1月1日 宇治山田市に編入 即日改称 伊勢市 | 伊勢市                             | 伊勢市                                      | 平成17年11月1日 伊勢市       | 伊勢市   |
| 土路西条村          | 土路西条村   | 土路西条村            | 土路西条村          | 土路西条村                  | 豊浜村                     | 豊浜村                         | 豊浜村                             | 昭和30年1月1日 宇治山田市に編入 即日改称 伊勢市 | 伊勢市                             | 伊勢市                                      | 平成17年11月1日 伊勢市       | 伊勢市   |
| 植山新開            | 植山新開     | 植山新開              | 植山新開            | 植山新開                    | 豊浜村                     | 豊浜村                         | 豊浜村                             | 昭和30年1月1日 宇治山田市に編入 即日改称 伊勢市 | 伊勢市                             | 伊勢市                                      | 平成17年11月1日 伊勢市       | 伊勢市   |
| 有滝村              | 有滝村       | 有滝村                | 有滝村              | 有滝村                      | 北浜村                     | 北浜村                         | 北浜村                             | 昭和30年1月1日 宇治山田市に編入 即日改称 伊勢市 | 伊勢市                             | 伊勢市                                      | 平成17年11月1日 伊勢市       | 伊勢市   |
| 村松村              | 村松村       | 村松村                | 村松村              | 村松村                      | 北浜村                     | 北浜村                         | 北浜村                             | 昭和30年1月1日 宇治山田市に編入 即日改称 伊勢市 | 伊勢市                             | 伊勢市                                      | 平成17年11月1日 伊勢市       | 伊勢市   |
| 東大淀村            | 東大淀村     | 東大淀村              | 東大淀村            | 東大淀村                    | 北浜村                     | 北浜村                         | 北浜村                             | 昭和30年1月1日 宇治山田市に編入 即日改称 伊勢市 | 伊勢市                             | 伊勢市                                      | 平成17年11月1日 伊勢市       | 伊勢市   |
| 柏村                | 柏村         | 柏村                  | 柏村                | 柏村                        | 北浜村                     | 北浜村                         | 北浜村                             | 昭和30年1月1日 宇治山田市に編入 即日改称 伊勢市 | 伊勢市                             | 伊勢市                                      | 平成17年11月1日 伊勢市       | 伊勢市   |
| 野村                | 野村         | 野村                  | 野村                | 野村                        | 北浜村                     | 北浜村                         | 北浜村                             | 昭和30年1月1日 宇治山田市に編入 即日改称 伊勢市 | 伊勢市                             | 伊勢市                                      | 平成17年11月1日 伊勢市       | 伊勢市   |
| 上地村              | 上地村       | 上地村                | 上地村              | 上地村                      | 城田村                     | 城田村                         | 城田村                             | 昭和30年1月1日 宇治山田市に編入 即日改称 伊勢市 | 伊勢市                             | 伊勢市                                      | 平成17年11月1日 伊勢市       | 伊勢市   |
| 中須村              | 中須村       | 中須村                | 中須村              | 中須村                      | 城田村                     | 城田村                         | 城田村                             | 昭和30年1月1日 宇治山田市に編入 即日改称 伊勢市 | 伊勢市                             | 伊勢市                                      | 平成17年11月1日 伊勢市       | 伊勢市   |
| 川端村              | 川端村       | 川端村                | 川端村              | 川端村                      | 城田村                     | 城田村                         | 城田村                             | 昭和30年1月1日 宇治山田市に編入 即日改称 伊勢市 | 伊勢市                             | 伊勢市                                      | 平成17年11月1日 伊勢市       | 伊勢市   |
| 円座村              | 円座村       | 円座村                | 円座村              | 円座村                      | 沼木村                     | 沼木村                         | 沼木村                             | 昭和30年4月1日 伊勢市に編入                     | 伊勢市                             | 伊勢市                                      | 平成17年11月1日 伊勢市       | 伊勢市   |
| 神薗村              | 神薗村       | 神薗村                | 神薗村              | 神薗村                      | 沼木村                     | 沼木村                         | 沼木村                             | 昭和30年4月1日 伊勢市に編入                     | 伊勢市                             | 伊勢市                                      | 平成17年11月1日 伊勢市       | 伊勢市   |
| 上野村              | 上野村       | 上野村                | 上野村              | 上野村                      | 沼木村                     | 沼木村                         | 沼木村                             | 昭和30年4月1日 伊勢市に編入                     | 伊勢市                             | 伊勢市                                      | 平成17年11月1日 伊勢市       | 伊勢市   |
| 横輪村              | 横輪村       | 横輪村                | 横輪村              | 横輪村                      | 沼木村                     | 沼木村                         | 沼木村                             | 昭和30年4月1日 伊勢市に編入                     | 伊勢市                             | 伊勢市                                      | 平成17年11月1日 伊勢市       | 伊勢市   |
| 上村                | 上村         | 上村                  | 上村                | 上村                        | 沼木村                     | 沼木村                         | 沼木村                             | 昭和30年4月1日 伊勢市に編入                     | 伊勢市                             | 伊勢市                                      | 平成17年11月1日 伊勢市       | 伊勢市   |
| 下村                | 下村         | 下村                  | 下村                | 下村                        | 沼木村                     | 沼木村                         | 沼木村                             | 昭和30年4月1日 伊勢市に編入                     | 伊勢市                             | 伊勢市                                      | 平成17年11月1日 伊勢市       | 伊勢市   |
| 菖蒲村              | 菖蒲村       | 菖蒲村                | 菖蒲村              | 菖蒲村                      | 沼木村                     | 沼木村                         | 沼木村                             | 昭和30年4月1日 伊勢市に編入                     | 伊勢市                             | 伊勢市                                      | 平成17年11月1日 伊勢市       | 伊勢市   |
| 床ノ木村            | 床ノ木村     | 床ノ木村              | 床ノ木村            | 床ノ木村                    | 沼木村                     | 沼木村                         | 沼木村                             | 昭和30年4月1日 伊勢市に編入                     | 伊勢市                             | 伊勢市                                      | 平成17年11月1日 伊勢市       | 伊勢市   |
| 松下村              | 松下村       | 松下村                | 松下村              | 松下村                      | 東二見村                   | 明治41年5月1日 二見町          | 二見町                             | 二見町                                          | 二見町                             | 二見町                                      | 平成17年11月1日 伊勢市       | 伊勢市   |
| 江村                | 江村         | 江村                  | 江村                | 江村                        | 東二見村                   | 明治41年5月1日 二見町          | 二見町                             | 二見町                                          | 二見町                             | 二見町                                      | 平成17年11月1日 伊勢市       | 伊勢市   |
| 三津村              | 三津村       | 三津村                | 三津村              | 三津村                      | 東二見村                   | 明治41年5月1日 二見町          | 二見町                             | 二見町                                          | 二見町                             | 二見町                                      | 平成17年11月1日 伊勢市       | 伊勢市   |
| 山田原村            | 山田原村     | 山田原村              | 山田原村            | 山田原村                    | 西二見村                   | 明治41年5月1日 二見町          | 二見町                             | 二見町                                          | 二見町                             | 二見町                                      | 平成17年11月1日 伊勢市       | 伊勢市   |
| 溝口村              | 溝口村       | 溝口村                | 溝口村              | 溝口村                      | 西二見村                   | 明治41年5月1日 二見町          | 二見町                             | 二見町                                          | 二見町                             | 二見町                                      | 平成17年11月1日 伊勢市       | 伊勢市   |
| 荘村                | 荘村         | 荘村                  | 荘村                | 荘村                        | 西二見村                   | 明治41年5月1日 二見町          | 二見町                             | 二見町                                          | 二見町                             | 二見町                                      | 平成17年11月1日 伊勢市       | 伊勢市   |
| 西村                | 西村         | 西村                  | 西村                | 西村                        | 西二見村                   | 明治41年5月1日 二見町          | 二見町                             | 二見町                                          | 二見町                             | 二見町                                      | 平成17年11月1日 伊勢市       | 伊勢市   |
| 今一色村            | 今一色村     | 今一色村              | 今一色村            | 今一色村                    | 西二見村                   | 明治41年5月1日 二見町          | 二見町                             | 二見町                                          | 二見町                             | 二見町                                      | 平成17年11月1日 伊勢市       | 伊勢市   |
| 高向村              | 高向村       | 高向村                | 高向村              | 高向村                      | 御薗村                     | 御薗村                         | 御薗村                             | 御薗村                                          | 御薗村                             | 御薗村                                      | 平成17年11月1日 伊勢市       | 伊勢市   |
| 長屋村              | 長屋村       | 長屋村                | 長屋村              | 長屋村                      | 御薗村                     | 御薗村                         | 御薗村                             | 御薗村                                          | 御薗村                             | 御薗村                                      | 平成17年11月1日 伊勢市       | 伊勢市   |
| 新開村              | 新開村       | 新開村                | 新開村              | 新開村                      | 御薗村                     | 御薗村                         | 御薗村                             | 御薗村                                          | 御薗村                             | 御薗村                                      | 平成17年11月1日 伊勢市       | 伊勢市   |
| 王中島村            | 王中島村     | 王中島村              | 王中島村            | 王中島村                    | 御薗村                     | 御薗村                         | 御薗村                             | 御薗村                                          | 御薗村                             | 御薗村                                      | 平成17年11月1日 伊勢市       | 伊勢市   |
| 上条村              | 上条村       | 上条村                | 上条村              | 上条村                      | 御薗村                     | 御薗村                         | 御薗村                             | 御薗村                                          | 御薗村                             | 御薗村                                      | 平成17年11月1日 伊勢市       | 伊勢市   |
| 小林村              | 小林村       | 小林村                | 小林村              | 小林村                      | 御薗村                     | 御薗村                         | 御薗村                             | 御薗村                                          | 御薗村                             | 御薗村                                      | 平成17年11月1日 伊勢市       | 伊勢市   |
| 小俣村              | 小俣村       | 小俣村                | 小俣村              | 小俣村                      | 小俣村                     | 小俣村                         | 昭和3年11月3日 町制 小俣町         | 小俣町                                          | 小俣町                             | 小俣町                                      | 平成17年11月1日 伊勢市       | 伊勢市   |
| 湯田村              | 湯田村       | 湯田村                | 湯田村              | 湯田村                      | 有田村                     | 有田村                         | 有田村                             | 昭和30年4月10日 小俣町に編入                    | 小俣町                             | 小俣町                                      | 平成17年11月1日 伊勢市       | 伊勢市   |
| 新村                | 新村         | 新村                  | 新村                | 新村                        | 有田村                     | 有田村                         | 有田村                             | 昭和30年4月10日 小俣町に編入                    | 小俣町                             | 小俣町                                      | 平成17年11月1日 伊勢市       | 伊勢市   |
| 井倉村              | 一部         | 井倉村                | 井倉村              | 井倉村                      | 有田村                     | 有田村                         | 有田村                             | 昭和30年4月10日 小俣町に編入                    | 昭和32年1月15日 多気郡斎明村に編入 | 昭和33年9月3日 多気郡神郷町 即日改称 明和町 | 明和町                       | 明和町   |
| 井倉村              | 一部を除く   | 井倉村                | 井倉村              | 井倉村                      | 有田村                     | 有田村                         | 有田村                             | 昭和30年4月10日 玉城町                          | 玉城町                             | 玉城町                                      | 玉城町                       | 玉城町   |
| 長更村              | 長更村       | 長更村                | 長更村              | 長更村                      | 有田村                     | 有田村                         | 有田村                             | 昭和30年4月10日 玉城町                          | 玉城町                             | 玉城町                                      | 玉城町                       | 玉城町   |
| 中楽村              | 中楽村       | 中楽村                | 中楽村              | 中楽村                      | 有田村                     | 有田村                         | 有田村                             | 昭和30年4月10日 玉城町                          | 玉城町                             | 玉城町                                      | 玉城町                       | 玉城町   |
| 久保村              | 久保村       | 久保村                | 久保村              | 久保村                      | 有田村                     | 有田村                         | 有田村                             | 昭和30年4月10日 玉城町                          | 玉城町                             | 玉城町                                      | 玉城町                       | 玉城町   |
| 妙法寺村            | 妙法寺村     | 妙法寺村              | 妙法寺村            | 妙法寺村                    | 有田村                     | 有田村                         | 有田村                             | 昭和30年4月10日 玉城町                          | 玉城町                             | 玉城町                                      | 玉城町                       | 玉城町   |
| 岡村                | 岡村         | 岡村                  | 岡村                | 岡村                        | 有田村                     | 有田村                         | 有田村                             | 昭和30年4月10日 玉城町                          | 玉城町                             | 玉城町                                      | 玉城町                       | 玉城町   |
| 谷村                | 谷村         | 谷村                  | 谷村                | 谷村                        | 有田村                     | 有田村                         | 有田村                             | 昭和30年4月10日 玉城町                          | 玉城町                             | 玉城町                                      | 玉城町                       | 玉城町   |
| 門前村              | 門前村       | 門前村                | 門前村              | 門前村                      | 有田村                     | 有田村                         | 有田村                             | 昭和30年4月10日 玉城町                          | 玉城町                             | 玉城町                                      | 玉城町                       | 玉城町   |
| 坂本村              | 坂本村       | 坂本村                | 坂本村              | 坂本村                      | 有田村                     | 有田村                         | 有田村                             | 昭和30年4月10日 玉城町                          | 玉城町                             | 玉城町                                      | 玉城町                       | 玉城町   |
| 吉祥寺村            | 吉祥寺村     | 吉祥寺村              | 明治7年 玉川村      | 玉川村                      | 有田村                     | 有田村                         | 有田村                             | 昭和30年4月10日 玉城町                          | 玉城町                             | 玉城町                                      | 玉城町                       | 玉城町   |
| 別所村              | 別所村       | 別所村                | 明治7年 玉川村      | 玉川村                      | 有田村                     | 有田村                         | 有田村                             | 昭和30年4月10日 玉城町                          | 玉城町                             | 玉城町                                      | 玉城町                       | 玉城町   |
| 世古村              | 一部         | 世古村                | 世古村              | 世古村                      | 有田村                     | 有田村                         | 有田村                             | 昭和30年4月10日 玉城町                          | 玉城町                             | 玉城町                                      | 玉城町                       | 玉城町   |
| 田丸城下            | 田丸城下     | 明治4年 改称 寒川村   | 明治7年 改称 田丸村 | 明治15年 改称 田丸町        | 田丸町                     | 田丸町                         | 田丸町                             | 昭和30年4月10日 玉城町                          | 玉城町                             | 玉城町                                      | 玉城町                       | 玉城町   |
| 佐田村              | 佐田村       | 佐田村                | 佐田村              | 佐田村                      | 田丸町                     | 田丸町                         | 田丸町                             | 昭和30年4月10日 玉城町                          | 玉城町                             | 玉城町                                      | 玉城町                       | 玉城町   |
| 下田辺村            | 下田辺村     | 下田辺村              | 下田辺村            | 下田辺村                    | 田丸町                     | 田丸町                         | 田丸町                             | 昭和30年4月10日 玉城町                          | 玉城町                             | 玉城町                                      | 玉城町                       | 玉城町   |
| 上田辺村            | 上田辺村     | 上田辺村              | 上田辺村            | 上田辺村                    | 田丸町                     | 田丸町                         | 田丸町                             | 昭和30年4月10日 玉城町                          | 玉城町                             | 玉城町                                      | 玉城町                       | 玉城町   |
| 東原村              | 東原村       | 東原村                | 東原村              | 東原村                      | 東外城田村                 | 東外城田村                     | 東外城田村                         | 昭和30年4月10日 玉城町                          | 玉城町                             | 玉城町                                      | 玉城町                       | 玉城町   |
| 蚊野村              | 蚊野村       | 蚊野村                | 蚊野村              | 蚊野村                      | 東外城田村                 | 東外城田村                     | 東外城田村                         | 昭和30年4月10日 玉城町                          | 玉城町                             | 玉城町                                      | 玉城町                       | 玉城町   |
| 野篠村              | 野篠村       | 野篠村                | 野篠村              | 野篠村                      | 東外城田村                 | 東外城田村                     | 東外城田村                         | 昭和30年4月10日 玉城町                          | 玉城町                             | 玉城町                                      | 玉城町                       | 玉城町   |
| 矢野村              | 矢野村       | 矢野村                | 矢野村              | 矢野村                      | 東外城田村                 | 東外城田村                     | 東外城田村                         | 昭和30年4月10日 玉城町                          | 玉城町                             | 玉城町                                      | 玉城町                       | 玉城町   |
| 積良村              | 積良村       | 積良村                | 積良村              | 積良村                      | 東外城田村                 | 東外城田村                     | 東外城田村                         | 昭和30年4月10日 玉城町                          | 玉城町                             | 玉城町                                      | 玉城町                       | 玉城町   |
| 山神村              | 山神村       | 山神村                | 山神村              | 山神村                      | 東外城田村                 | 東外城田村                     | 東外城田村                         | 昭和30年4月10日 玉城町                          | 玉城町                             | 玉城町                                      | 玉城町                       | 玉城町   |
| 田宮寺村            | 田宮寺村     | 田宮寺村              | 田宮寺村            | 田宮寺村                    | 東外城田村                 | 東外城田村                     | 東外城田村                         | 昭和30年4月10日 玉城町                          | 玉城町                             | 玉城町                                      | 玉城町                       | 玉城町   |
| 勝田村              | 勝田村       | 勝田村                | 勝田村              | 勝田村                      | 東外城田村                 | 東外城田村                     | 東外城田村                         | 昭和30年4月10日 玉城町                          | 玉城町                             | 玉城町                                      | 玉城町                       | 玉城町   |
| 宮古村              | 宮古村       | 宮古村                | 宮古村              | 宮古村                      | 下外城田村                 | 下外城田村                     | 下外城田村                         | 昭和31年9月30日 玉城町に編入                    | 玉城町                             | 玉城町                                      | 玉城町                       | 玉城町   |
| 岡出村              | 岡出村       | 岡出村                | 岡出村              | 岡出村                      | 下外城田村                 | 下外城田村                     | 下外城田村                         | 昭和31年9月30日 玉城町に編入                    | 玉城町                             | 玉城町                                      | 玉城町                       | 玉城町   |
| 富岡村              | 富岡村       | 富岡村                | 富岡村              | 富岡村                      | 下外城田村                 | 下外城田村                     | 下外城田村                         | 昭和31年9月30日 玉城町に編入                    | 玉城町                             | 玉城町                                      | 玉城町                       | 玉城町   |
| 小社村              | 小社村       | 明治初年 小社曽根村   | 小社曽根村          | 小社曽根村                  | 下外城田村                 | 下外城田村                     | 下外城田村                         | 昭和31年9月30日 玉城町に編入                    | 玉城町                             | 玉城町                                      | 玉城町                       | 玉城町   |
| 曽根村              |              | 明治初年 小社曽根村   | 小社曽根村          | 小社曽根村                  | 下外城田村                 | 下外城田村                     | 下外城田村                         | 昭和31年9月30日 玉城町に編入                    | 玉城町                             | 玉城町                                      | 玉城町                       | 玉城町   |
| 山岡村              | 山岡村       | 山岡村                | 山岡村              | 山岡村                      | 下外城田村                 | 下外城田村                     | 下外城田村                         | 昭和31年9月30日 玉城町に編入                    | 玉城町                             | 玉城町                                      | 玉城町                       | 玉城町   |
| 中角村              | 中角村       | 中角村                | 中角村              | 中角村                      | 下外城田村                 | 下外城田村                     | 下外城田村                         | 昭和31年9月30日 玉城町に編入                    | 玉城町                             | 玉城町                                      | 玉城町                       | 玉城町   |
| 岩出村              | 岩出村       | 岩出村                | 岩出村              | 岩出村                      | 下外城田村                 | 下外城田村                     | 下外城田村                         | 昭和31年9月30日 玉城町に編入                    | 玉城町                             | 玉城町                                      | 玉城町                       | 玉城町   |
| 昼田村              | 昼田村       | 昼田村                | 昼田村              | 昼田村                      | 下外城田村                 | 下外城田村                     | 下外城田村                         | 昭和31年9月30日 玉城町に編入                    | 玉城町                             | 玉城町                                      | 玉城町                       | 玉城町   |
| 粟野村              | 粟野村       | 粟野村                | 粟野村              | 粟野村                      | 下外城田村                 | 下外城田村                     | 下外城田村                         | 昭和31年9月30日 玉城町に編入                    | 昭和32年4月1日 伊勢市に編入        | 伊勢市                                      | 伊勢市                       | 伊勢市   |
| 葛原村              | 葛原村       | 葛原村                | 葛原村              | 葛原村                      | 内城田村                   | 内城田村                       | 内城田村                           | 昭和30年4月1日 度会村                           | 昭和30年4月1日 度会村              | 昭和43年1月1日 町制 度会町                  | 度会町                       | 度会町   |
| 大野木村            | 大野木村     | 大野木村              | 大野木村            | 大野木村                    | 内城田村                   | 内城田村                       | 内城田村                           | 昭和30年4月1日 度会村                           | 昭和30年4月1日 度会村              | 昭和43年1月1日 町制 度会町                  | 度会町                       | 度会町   |
| 棚橋村              | 棚橋村       | 棚橋村                | 棚橋村              | 棚橋村                      | 内城田村                   | 内城田村                       | 内城田村                           | 昭和30年4月1日 度会村                           | 昭和30年4月1日 度会村              | 昭和43年1月1日 町制 度会町                  | 度会町                       | 度会町   |
| 牧戸村              | 牧戸村       | 牧戸村                | 牧戸村              | 牧戸村                      | 内城田村                   | 内城田村                       | 内城田村                           | 昭和30年4月1日 度会村                           | 昭和30年4月1日 度会村              | 昭和43年1月1日 町制 度会町                  | 度会町                       | 度会町   |
| 平生村              | 平生村       | 平生村                | 平生村              | 平生村                      | 内城田村                   | 内城田村                       | 内城田村                           | 昭和30年4月1日 度会村                           | 昭和30年4月1日 度会村              | 昭和43年1月1日 町制 度会町                  | 度会町                       | 度会町   |
| 大久保村            | 大久保村     | 大久保村              | 大久保村            | 大久保村                    | 内城田村                   | 内城田村                       | 内城田村                           | 昭和30年4月1日 度会村                           | 昭和30年4月1日 度会村              | 昭和43年1月1日 町制 度会町                  | 度会町                       | 度会町   |
| 立岡村              | 立岡村       | 立岡村                | 立岡村              | 立岡村                      | 内城田村                   | 内城田村                       | 内城田村                           | 昭和30年4月1日 度会村                           | 昭和30年4月1日 度会村              | 昭和43年1月1日 町制 度会町                  | 度会町                       | 度会町   |
| 鮠川村              | 鮠川村       | 鮠川村                | 明治8年 鮠川村      | 鮠川村                      | 内城田村                   | 内城田村                       | 内城田村                           | 昭和30年4月1日 度会村                           | 昭和30年4月1日 度会村              | 昭和43年1月1日 町制 度会町                  | 度会町                       | 度会町   |
| 南鮠川村            | 南鮠川村     | 南鮠川村              | 明治8年 鮠川村      | 鮠川村                      | 内城田村                   | 内城田村                       | 内城田村                           | 昭和30年4月1日 度会村                           | 昭和30年4月1日 度会村              | 昭和43年1月1日 町制 度会町                  | 度会町                       | 度会町   |
| 当津村              | 当津村       | 当津村                | 当津村              | 当津村                      | 内城田村                   | 内城田村                       | 内城田村                           | 昭和30年4月1日 度会村                           | 昭和30年4月1日 度会村              | 昭和43年1月1日 町制 度会町                  | 度会町                       | 度会町   |
| 田間村              | 田間村       | 田間村                | 田間村              | 田間村                      | 内城田村                   | 内城田村                       | 内城田村                           | 昭和30年4月1日 度会村                           | 昭和30年4月1日 度会村              | 昭和43年1月1日 町制 度会町                  | 度会町                       | 度会町   |
| 上久具村            | 上久具村     | 上久具村              | 上久具村            | 上久具村                    | 内城田村                   | 内城田村                       | 内城田村                           | 昭和30年4月1日 度会村                           | 昭和30年4月1日 度会村              | 昭和43年1月1日 町制 度会町                  | 度会町                       | 度会町   |
| 下久具村            | 下久具村     | 下久具村              | 下久具村            | 下久具村                    | 内城田村                   | 内城田村                       | 内城田村                           | 昭和30年4月1日 度会村                           | 昭和30年4月1日 度会村              | 昭和43年1月1日 町制 度会町                  | 度会町                       | 度会町   |
| 長原村              | 長原村       | 長原村                | 長原村              | 長原村                      | 中川村                     | 中川村                         | 中川村                             | 昭和30年4月1日 度会村                           | 昭和30年4月1日 度会村              | 昭和43年1月1日 町制 度会町                  | 度会町                       | 度会町   |
| 坂井村              | 坂井村       | 坂井村                | 坂井村              | 坂井村                      | 中川村                     | 中川村                         | 中川村                             | 昭和30年4月1日 度会村                           | 昭和30年4月1日 度会村              | 昭和43年1月1日 町制 度会町                  | 度会町                       | 度会町   |
| 麻加江村            | 麻加江村     | 麻加江村              | 麻加江村            | 麻加江村                    | 中川村                     | 中川村                         | 中川村                             | 昭和30年4月1日 度会村                           | 昭和30年4月1日 度会村              | 昭和43年1月1日 町制 度会町                  | 度会町                       | 度会町   |
| 田口村              | 田口村       | 田口村                | 田口村              | 田口村                      | 中川村                     | 中川村                         | 中川村                             | 昭和30年4月1日 度会村                           | 昭和30年4月1日 度会村              | 昭和43年1月1日 町制 度会町                  | 度会町                       | 度会町   |
| 注連指村            | 注連指村     | 注連指村              | 注連指村            | 注連指村                    | 中川村                     | 中川村                         | 中川村                             | 昭和30年4月1日 度会村                           | 昭和30年4月1日 度会村              | 昭和43年1月1日 町制 度会町                  | 度会町                       | 度会町   |
| 中村                | 中村         | 中村                  | 中村                | 明治12年 改称 南中村        | 一之瀬村                   | 一之瀬村                       | 一之瀬村                           | 昭和30年4月1日 度会村                           | 昭和30年4月1日 度会村              | 昭和43年1月1日 町制 度会町                  | 度会町                       | 度会町   |
| 川上村              | 川上村       | 川上村                | 川上村              | 川上村                      | 一之瀬村                   | 一之瀬村                       | 一之瀬村                           | 昭和30年4月1日 度会村                           | 昭和30年4月1日 度会村              | 昭和43年1月1日 町制 度会町                  | 度会町                       | 度会町   |
| 脇出村              | 脇出村       | 脇出村                | 脇出村              | 脇出村                      | 一之瀬村                   | 一之瀬村                       | 一之瀬村                           | 昭和30年4月1日 度会村                           | 昭和30年4月1日 度会村              | 昭和43年1月1日 町制 度会町                  | 度会町                       | 度会町   |
| 市場村              | 市場村       | 市場村                | 市場村              | 市場村                      | 一之瀬村                   | 一之瀬村                       | 一之瀬村                           | 昭和30年4月1日 度会村                           | 昭和30年4月1日 度会村              | 昭和43年1月1日 町制 度会町                  | 度会町                       | 度会町   |
| 和井野村            | 和井野村     | 和井野村              | 和井野村            | 和井野村                    | 一之瀬村                   | 一之瀬村                       | 一之瀬村                           | 昭和30年4月1日 度会村                           | 昭和30年4月1日 度会村              | 昭和43年1月1日 町制 度会町                  | 度会町                       | 度会町   |
| 小萩村              | 小萩村       | 小萩村                | 小萩村              | 小萩村                      | 一之瀬村                   | 一之瀬村                       | 一之瀬村                           | 昭和30年4月1日 度会村                           | 昭和30年4月1日 度会村              | 昭和43年1月1日 町制 度会町                  | 度会町                       | 度会町   |
| 柳村                | 柳村         | 柳村                  | 柳村                | 柳村                        | 一之瀬村                   | 一之瀬村                       | 一之瀬村                           | 昭和30年4月1日 度会村                           | 昭和30年4月1日 度会村              | 昭和43年1月1日 町制 度会町                  | 度会町                       | 度会町   |
| 駒ヶ野村            | 駒ヶ野村     | 駒ヶ野村              | 駒ヶ野村            | 駒ヶ野村                    | 小川郷村                   | 小川郷村                       | 小川郷村                           | 昭和30年4月1日 度会村                           | 昭和30年4月1日 度会村              | 昭和43年1月1日 町制 度会町                  | 度会町                       | 度会町   |
| 奥河内村            | 奥河内村     | 奥河内村              | 明治6年 小川村      | 小川村                      | 小川郷村                   | 小川郷村                       | 小川郷村                           | 昭和30年4月1日 度会村                           | 昭和30年4月1日 度会村              | 昭和43年1月1日 町制 度会町                  | 度会町                       | 度会町   |
| 木越村              | 木越村       | 木越村                | 明治6年 小川村      | 小川村                      | 小川郷村                   | 小川郷村                       | 小川郷村                           | 昭和30年4月1日 度会村                           | 昭和30年4月1日 度会村              | 昭和43年1月1日 町制 度会町                  | 度会町                       | 度会町   |
| 火打石村            | 火打石村     | 火打石村              | 火打石村            | 火打石村                    | 小川郷村                   | 小川郷村                       | 小川郷村                           | 昭和30年4月1日 度会村                           | 昭和30年4月1日 度会村              | 昭和43年1月1日 町制 度会町                  | 度会町                       | 度会町   |
| 日向村              | 日向村       | 日向村                | 日向村              | 日向村                      | 小川郷村                   | 小川郷村                       | 小川郷村                           | 昭和30年4月1日 度会村                           | 昭和30年4月1日 度会村              | 昭和43年1月1日 町制 度会町                  | 度会町                       | 度会町   |
| 栗原村              | 栗原村       | 栗原村                | 栗原村              | 栗原村                      | 小川郷村                   | 小川郷村                       | 小川郷村                           | 昭和30年4月1日 度会村                           | 昭和30年4月1日 度会村              | 昭和43年1月1日 町制 度会町                  | 度会町                       | 度会町   |
| 五ヶ町村            | 五ヶ町村     | 五ヶ町村              | 五ヶ町村            | 五ヶ町村                    | 小川郷村                   | 小川郷村                       | 小川郷村                           | 昭和30年4月1日 度会村                           | 昭和30年4月1日 度会村              | 昭和43年1月1日 町制 度会町                  | 度会町                       | 度会町   |
| 中ノ郷村            | 中ノ郷村     | 中ノ郷村              | 中ノ郷村            | 中ノ郷村                    | 小川郷村                   | 小川郷村                       | 小川郷村                           | 昭和30年4月1日 度会村                           | 昭和30年4月1日 度会村              | 昭和43年1月1日 町制 度会町                  | 度会町                       | 度会町   |
| 川口村              | 川口村       | 川口村                | 明治8年 川口村      | 川口村                      | 小川郷村                   | 小川郷村                       | 小川郷村                           | 昭和30年4月1日 度会村                           | 昭和30年4月1日 度会村              | 昭和43年1月1日 町制 度会町                  | 度会町                       | 度会町   |
| 柑子垣内村          | 柑子垣内村   | 柑子垣内村            | 明治8年 川口村      | 川口村                      | 小川郷村                   | 小川郷村                       | 小川郷村                           | 昭和30年4月1日 度会村                           | 昭和30年4月1日 度会村              | 昭和43年1月1日 町制 度会町                  | 度会町                       | 度会町   |
| 栗木広新田          | 栗木広新田   | 栗木広新田            | 栗木広新田          | 栗木広新田                  | 神原村                     | 神原村                         | 神原村                             | 昭和30年2月11日 志摩郡磯部町の一部              | 昭和30年2月11日 志摩郡磯部町の一部 | 志摩郡磯部町の一部                          | 平成16年10月1日 志摩市の一部 | 志摩市   |
| 檜山村              | 檜山村       | 檜山村                | 檜山村              | 檜山村                      | 神原村                     | 神原村                         | 神原村                             | 昭和30年2月11日 志摩郡磯部町の一部              | 昭和30年2月11日 志摩郡磯部町の一部 | 志摩郡磯部町の一部                          | 平成16年10月1日 志摩市の一部 | 志摩市   |
| 山原村              | 山原村       | 山原村                | 山原村              | 山原村                      | 神原村                     | 神原村                         | 神原村                             | 昭和30年2月11日 志摩郡磯部町の一部              | 昭和30年2月11日 志摩郡磯部町の一部 | 志摩郡磯部町の一部                          | 平成16年10月1日 志摩市の一部 | 志摩市   |
| 泉村                | 泉村         | 泉村                  | 泉村                | 泉村                        | 神原村                     | 神原村                         | 神原村                             | 昭和30年2月11日 南勢町                          | 昭和30年2月11日 南勢町             | 南勢町                                      | 平成17年10月1日 南伊勢町     | 南伊勢町 |
| 神津佐村            | 神津佐村     | 神津佐村              | 神津佐村            | 神津佐村                    | 神原村                     | 神原村                         | 神原村                             | 昭和30年2月11日 南勢町                          | 昭和30年2月11日 南勢町             | 南勢町                                      | 平成17年10月1日 南伊勢町     | 南伊勢町 |
| 下津浦村            | 下津浦村     | 下津浦村              | 下津浦村            | 下津浦村                    | 神原村                     | 神原村                         | 神原村                             | 昭和30年2月11日 南勢町                          | 昭和30年2月11日 南勢町             | 南勢町                                      | 平成17年10月1日 南伊勢町     | 南伊勢町 |
| 木谷村              | 木谷村       | 木谷村                | 木谷村              | 木谷村                      | 神原村                     | 神原村                         | 神原村                             | 昭和30年2月11日 南勢町                          | 昭和30年2月11日 南勢町             | 南勢町                                      | 平成17年10月1日 南伊勢町     | 南伊勢町 |
| 船越村              | 船越村       | 船越村                | 船越村              | 船越村                      | 五ヶ所村                   | 五ヶ所村                       | 昭和15年2月11日 町制 五ヶ所町      | 昭和30年2月11日 南勢町                          | 昭和30年2月11日 南勢町             | 南勢町                                      | 平成17年10月1日 南伊勢町     | 南伊勢町 |
| 中津浜浦            | 中津浜浦     | 中津浜浦              | 中津浜浦            | 中津浜浦                    | 五ヶ所村                   | 五ヶ所村                       | 昭和15年2月11日 町制 五ヶ所町      | 昭和30年2月11日 南勢町                          | 昭和30年2月11日 南勢町             | 南勢町                                      | 平成17年10月1日 南伊勢町     | 南伊勢町 |
| 五ヶ所浦            | 五ヶ所浦     | 五ヶ所浦              | 五ヶ所浦            | 五ヶ所浦                    | 五ヶ所村                   | 五ヶ所村                       | 昭和15年2月11日 町制 五ヶ所町      | 昭和30年2月11日 南勢町                          | 昭和30年2月11日 南勢町             | 南勢町                                      | 平成17年10月1日 南伊勢町     | 南伊勢町 |
| 切原村              | 切原村       | 切原村                | 切原村              | 切原村                      | 五ヶ所村                   | 五ヶ所村                       | 昭和15年2月11日 町制 五ヶ所町      | 昭和30年2月11日 南勢町                          | 昭和30年2月11日 南勢町             | 南勢町                                      | 平成17年10月1日 南伊勢町     | 南伊勢町 |
| 飯満村              | 飯満村       | 飯満村                | 飯満村              | 飯満村                      | 五ヶ所村                   | 五ヶ所村                       | 昭和15年2月11日 町制 五ヶ所町      | 昭和30年2月11日 南勢町                          | 昭和30年2月11日 南勢町             | 南勢町                                      | 平成17年10月1日 南伊勢町     | 南伊勢町 |
| 宿浦                | 宿浦         | 宿浦                  | 宿浦                | 宿浦                        | 宿田曽村                   | 宿田曽村                       | 宿田曽村                           | 昭和30年2月11日 南勢町                          | 昭和30年2月11日 南勢町             | 南勢町                                      | 平成17年10月1日 南伊勢町     | 南伊勢町 |
| 田曽浦              | 田曽浦       | 田曽浦                | 田曽浦              | 田曽浦                      | 宿田曽村                   | 宿田曽村                       | 宿田曽村                           | 昭和30年2月11日 南勢町                          | 昭和30年2月11日 南勢町             | 南勢町                                      | 平成17年10月1日 南伊勢町     | 南伊勢町 |
| 押淵村              | 押淵村       | 押淵村                | 押淵村              | 押淵村                      | 穂原村                     | 穂原村                         | 穂原村                             | 昭和30年2月11日 南勢町                          | 昭和30年2月11日 南勢町             | 南勢町                                      | 平成17年10月1日 南伊勢町     | 南伊勢町 |
| 始神村              | 始神村       | 始神村                | 始神村              | 始神村                      | 穂原村                     | 穂原村                         | 穂原村                             | 昭和30年2月11日 南勢町                          | 昭和30年2月11日 南勢町             | 南勢町                                      | 平成17年10月1日 南伊勢町     | 南伊勢町 |
| 斎田村              | 斎田村       | 斎田村                | 斎田村              | 斎田村                      | 穂原村                     | 穂原村                         | 穂原村                             | 昭和30年2月11日 南勢町                          | 昭和30年2月11日 南勢町             | 南勢町                                      | 平成17年10月1日 南伊勢町     | 南伊勢町 |
| 伊勢路村            | 伊勢路村     | 伊勢路村              | 伊勢路村            | 伊勢路村                    | 穂原村                     | 穂原村                         | 穂原村                             | 昭和30年2月11日 南勢町                          | 昭和30年2月11日 南勢町             | 南勢町                                      | 平成17年10月1日 南伊勢町     | 南伊勢町 |
| 内瀬村              | 内瀬村       | 内瀬村                | 内瀬村              | 内瀬村                      | 穂原村                     | 穂原村                         | 穂原村                             | 昭和30年2月11日 南勢町                          | 昭和30年2月11日 南勢町             | 南勢町                                      | 平成17年10月1日 南伊勢町     | 南伊勢町 |
| 迫間浦              | 迫間浦       | 迫間浦                | 迫間浦              | 迫間浦                      | 南海村                     | 南海村                         | 南海村                             | 昭和30年2月11日 南勢町                          | 昭和30年2月11日 南勢町             | 南勢町                                      | 平成17年10月1日 南伊勢町     | 南伊勢町 |
| 相賀浦              | 相賀浦       | 相賀浦                | 明治8年 相賀浦      | 相賀浦                      | 南海村                     | 南海村                         | 南海村                             | 昭和30年2月11日 南勢町                          | 昭和30年2月11日 南勢町             | 南勢町                                      | 平成17年10月1日 南伊勢町     | 南伊勢町 |
| 相賀竈              | 相賀竈       | 相賀竈                | 明治8年 相賀浦      | 相賀浦                      | 南海村                     | 南海村                         | 南海村                             | 昭和30年2月11日 南勢町                          | 昭和30年2月11日 南勢町             | 南勢町                                      | 平成17年10月1日 南伊勢町     | 南伊勢町 |
| 礫浦                | 礫浦         | 礫浦                  | 礫浦                | 礫浦                        | 南海村                     | 南海村                         | 南海村                             | 昭和30年2月11日 南勢町                          | 昭和30年2月11日 南勢町             | 南勢町                                      | 平成17年10月1日 南伊勢町     | 南伊勢町 |
| 村山村              | 村山村       | 村山村                | 村山村              | 村山村                      | 吉津村                     | 吉津村                         | 昭和29年9月10日 町制 吉津町        | 昭和30年4月1日 南島町                           | 昭和30年4月1日 南島町              | 南島町                                      | 平成17年10月1日 南伊勢町     | 南伊勢町 |
| 神前浦              | 神前浦       | 神前浦                | 神前浦              | 神前浦                      | 吉津村                     | 吉津村                         | 昭和29年9月10日 町制 吉津町        | 昭和30年4月1日 南島町                           | 昭和30年4月1日 南島町              | 南島町                                      | 平成17年10月1日 南伊勢町     | 南伊勢町 |
| 河内村              | 河内村       | 河内村                | 明治8年 河内村      | 河内村                      | 吉津村                     | 吉津村                         | 昭和29年9月10日 町制 吉津町        | 昭和30年4月1日 南島町                           | 昭和30年4月1日 南島町              | 南島町                                      | 平成17年10月1日 南伊勢町     | 南伊勢町 |
| 赤崎竈              | 赤崎竈       | 赤崎竈                | 明治8年 河内村      | 河内村                      | 吉津村                     | 吉津村                         | 昭和29年9月10日 町制 吉津町        | 昭和30年4月1日 南島町                           | 昭和30年4月1日 南島町              | 南島町                                      | 平成17年10月1日 南伊勢町     | 南伊勢町 |
| 新桑竈              | 新桑竈       | 新桑竈                | 新桑竈              | 新桑竈                      | 島津村                     | 島津村                         | 島津村                             | 昭和30年4月1日 南島町                           | 昭和30年4月1日 南島町              | 南島町                                      | 平成17年10月1日 南伊勢町     | 南伊勢町 |
| 棚橋竈              | 棚橋竈       | 棚橋竈                | 棚橋竈              | 棚橋竈                      | 島津村                     | 島津村                         | 島津村                             | 昭和30年4月1日 南島町                           | 昭和30年4月1日 南島町              | 南島町                                      | 平成17年10月1日 南伊勢町     | 南伊勢町 |
| 古和浦              | 古和浦       | 古和浦                | 古和浦              | 古和浦                      | 島津村                     | 島津村                         | 島津村                             | 昭和30年4月1日 南島町                           | 昭和30年4月1日 南島町              | 南島町                                      | 平成17年10月1日 南伊勢町     | 南伊勢町 |
| 栃木竈              | 栃木竈       | 栃木竈                | 栃木竈              | 栃木竈                      | 島津村                     | 島津村                         | 島津村                             | 昭和30年4月1日 南島町                           | 昭和30年4月1日 南島町              | 南島町                                      | 平成17年10月1日 南伊勢町     | 南伊勢町 |
| 小方竈              | 小方竈       | 小方竈                | 小方竈              | 小方竈                      | 島津村                     | 島津村                         | 島津村                             | 昭和30年4月1日 南島町                           | 昭和30年4月1日 南島町              | 南島町                                      | 平成17年10月1日 南伊勢町     | 南伊勢町 |
| 方座浦              | 方座浦       | 方座浦                | 方座浦              | 方座浦                      | 島津村                     | 島津村                         | 島津村                             | 昭和30年4月1日 南島町                           | 昭和30年4月1日 南島町              | 南島町                                      | 平成17年10月1日 南伊勢町     | 南伊勢町 |
| 東宮村              | 東宮村       | 東宮村                | 東宮村              | 東宮村                      | 鵜倉村                     | 鵜倉村                         | 鵜倉村                             | 昭和30年4月1日 南島町                           | 昭和30年4月1日 南島町              | 南島町                                      | 平成17年10月1日 南伊勢町     | 南伊勢町 |
| 奈屋浦              | 奈屋浦       | 奈屋浦                | 奈屋浦              | 奈屋浦                      | 鵜倉村                     | 鵜倉村                         | 鵜倉村                             | 昭和30年4月1日 南島町                           | 昭和30年4月1日 南島町              | 南島町                                      | 平成17年10月1日 南伊勢町     | 南伊勢町 |
| 贄浦                | 贄浦         | 贄浦                  | 贄浦                | 贄浦                        | 鵜倉村                     | 鵜倉村                         | 鵜倉村                             | 昭和30年4月1日 南島町                           | 昭和30年4月1日 南島町              | 南島町                                      | 平成17年10月1日 南伊勢町     | 南伊勢町 |
| 慥柄浦              | 慥柄浦       | 慥柄浦                | 慥柄浦              | 慥柄浦                      | 鵜倉村                     | 鵜倉村                         | 鵜倉村                             | 昭和30年4月1日 南島町                           | 昭和30年4月1日 南島町              | 南島町                                      | 平成17年10月1日 南伊勢町     | 南伊勢町 |
| 道方村              | 道方村       | 道方村                | 道方村              | 道方村                      | 中島村                     | 中島村                         | 中島村                             | 昭和30年4月1日 南島町                           | 昭和30年4月1日 南島町              | 南島町                                      | 平成17年10月1日 南伊勢町     | 南伊勢町 |
| 大江村              | 大江村       | 大江村                | 大江村              | 大江村                      | 中島村                     | 中島村                         | 中島村                             | 昭和30年4月1日 南島町                           | 昭和30年4月1日 南島町              | 南島町                                      | 平成17年10月1日 南伊勢町     | 南伊勢町 |
| 道行竈              | 道行竈       | 道行竈                | 道行竈              | 道行竈                      | 中島村                     | 中島村                         | 中島村                             | 昭和30年4月1日 南島町                           | 昭和30年4月1日 南島町              | 南島町                                      | 平成17年10月1日 南伊勢町     | 南伊勢町 |
| 阿曽浦              | 阿曽浦       | 阿曽浦                | 阿曽浦              | 阿曽浦                      | 中島村                     | 中島村                         | 中島村                             | 昭和30年4月1日 南島町                           | 昭和30年4月1日 南島町              | 南島町                                      | 平成17年10月1日 南伊勢町     | 南伊勢町 |
| 大方竈              | 大方竈       | 大方竈                | 大方竈              | 大方竈                      | 中島村                     | 中島村                         | 中島村                             | 昭和30年4月1日 南島町                           | 昭和30年4月1日 南島町              | 南島町                                      | 平成17年10月1日 南伊勢町     | 南伊勢町 |
| 三瀬川村            | 三瀬川村     | 三瀬川村              | 三瀬川村            | 三瀬川村                    | 滝原村                     | 滝原村                         | 昭和15年2月11日 町制 滝原町        | 昭和31年9月30日 大宮町                          | 昭和31年9月30日 大宮町             | 大紀町                                      | 平成17年2月14日 大紀町       | 大紀町   |
| 船木村              | 船木村       | 船木村                | 船木村              | 船木村                      | 滝原村                     | 滝原村                         | 昭和15年2月11日 町制 滝原町        | 昭和31年9月30日 大宮町                          | 昭和31年9月30日 大宮町             | 大紀町                                      | 平成17年2月14日 大紀町       | 大紀町   |
| 野後村              | 野後村       | 野後村                | 野後村              | 野後村                      | 滝原村                     | 滝原村                         | 昭和15年2月11日 町制 滝原町        | 昭和31年9月30日 大宮町                          | 昭和31年9月30日 大宮町             | 大紀町                                      | 平成17年2月14日 大紀町       | 大紀町   |
| 阿曽村              | 阿曽村       | 阿曽村                | 阿曽村              | 阿曽村                      | 滝原村                     | 滝原村                         | 昭和15年2月11日 町制 滝原町        | 昭和31年9月30日 大宮町                          | 昭和31年9月30日 大宮町             | 大紀町                                      | 平成17年2月14日 大紀町       | 大紀町   |
| 野原村              | 野原村       | 野原村                | 明治9年 野原村      | 野原村                      | 七保村                     | 七保村                         | 七保村                             | 昭和31年9月30日 大宮町                          | 昭和31年9月30日 大宮町             | 大紀町                                      | 平成17年2月14日 大紀町       | 大紀町   |
| 黒坂村              | 黒坂村       | 黒坂村                | 明治9年 野原村      | 野原村                      | 七保村                     | 七保村                         | 七保村                             | 昭和31年9月30日 大宮町                          | 昭和31年9月30日 大宮町             | 大紀町                                      | 平成17年2月14日 大紀町       | 大紀町   |
| 野添村              | 野添村       | 野添村                | 野添村              | 野添村                      | 七保村                     | 七保村                         | 七保村                             | 昭和31年9月30日 大宮町                          | 昭和31年9月30日 大宮町             | 大紀町                                      | 平成17年2月14日 大紀町       | 大紀町   |
| 金輪村              | 金輪村       | 金輪村                | 金輪村              | 金輪村                      | 七保村                     | 七保村                         | 七保村                             | 昭和31年9月30日 大宮町                          | 昭和31年9月30日 大宮町             | 大紀町                                      | 平成17年2月14日 大紀町       | 大紀町   |
| 古里村              | 古里村       | 古里村                | 明治9年 永会村      | 永会村                      | 七保村                     | 七保村                         | 七保村                             | 昭和31年9月30日 大宮町                          | 昭和31年9月30日 大宮町             | 大紀町                                      | 平成17年2月14日 大紀町       | 大紀町   |
| 藤村                | 藤村         | 藤村                  | 明治9年 永会村      | 永会村                      | 七保村                     | 七保村                         | 七保村                             | 昭和31年9月30日 大宮町                          | 昭和31年9月30日 大宮町             | 大紀町                                      | 平成17年2月14日 大紀町       | 大紀町   |
| 打見村              | 打見村       | 打見村                | 打見村              | 打見村                      | 七保村                     | 七保村                         | 七保村                             | 昭和31年9月30日 大宮町                          | 昭和31年9月30日 大宮町             | 大紀町                                      | 平成17年2月14日 大紀町       | 大紀町   |
| 神原村              | 神原村       | 神原村                | 神原村              | 神原村                      | 七保村                     | 七保村                         | 七保村                             | 昭和31年9月30日 大宮町                          | 昭和31年9月30日 大宮町             | 大紀町                                      | 平成17年2月14日 大紀町       | 大紀町   |
| 駒村                | 駒村         | 駒村                  | 明治9年 大内山村    | 大内山村                    | 大内山村                   | 大内山村                       | 大内山村                           | 大内山村                                        | 大内山村                           | 大内山村                                    | 平成17年2月14日 大紀町       | 大紀町   |
| 間弓村              | 間弓村       | 間弓村                | 明治9年 大内山村    | 大内山村                    | 大内山村                   | 大内山村                       | 大内山村                           | 大内山村                                        | 大内山村                           | 大内山村                                    | 平成17年2月14日 大紀町       | 大紀町   |
| 川口村              | 川口村       | 川口村                | 明治9年 大内山村    | 大内山村                    | 大内山村                   | 大内山村                       | 大内山村                           | 大内山村                                        | 大内山村                           | 大内山村                                    | 平成17年2月14日 大紀町       | 大紀町   |
| 中野村              | 中野村       | 中野村                | 明治9年 大内山村    | 大内山村                    | 大内山村                   | 大内山村                       | 大内山村                           | 大内山村                                        | 大内山村                           | 大内山村                                    | 平成17年2月14日 大紀町       | 大紀町   |
| 米ヶ谷村            | 米ヶ谷村     | 米ヶ谷村              | 明治9年 大内山村    | 大内山村                    | 大内山村                   | 大内山村                       | 大内山村                           | 大内山村                                        | 大内山村                           | 大内山村                                    | 平成17年2月14日 大紀町       | 大紀町   |
| 柏野村              | 柏野村       | 柏野村                | 明治8年 柏野村      | 柏野村                      | 柏崎村                     | 柏崎村                         | 柏崎村                             | 柏崎村                                          | 昭和32年2月1日 紀勢町              | 紀勢町                                      | 平成17年2月14日 大紀町       | 大紀町   |
| 注連小路小屋        | 注連小路小屋 | 注連小路小屋          | 明治8年 柏野村      | 柏野村                      | 柏崎村                     | 柏崎村                         | 柏崎村                             | 柏崎村                                          | 昭和32年2月1日 紀勢町              | 紀勢町                                      | 平成17年2月14日 大紀町       | 大紀町   |
| 崎村                | 崎村         | 崎村                  | 明治11年 崎村       | 崎村                        | 柏崎村                     | 柏崎村                         | 柏崎村                             | 柏崎村                                          | 昭和32年2月1日 紀勢町              | 紀勢町                                      | 平成17年2月14日 大紀町       | 大紀町   |
| 笠木木屋新田        | 笠木木屋新田 | 笠木木屋新田          | 明治11年 崎村       | 崎村                        | 柏崎村                     | 柏崎村                         | 柏崎村                             | 柏崎村                                          | 昭和32年2月1日 紀勢町              | 紀勢町                                      | 平成17年2月14日 大紀町       | 大紀町   |
| 錦木屋              | 錦木屋       | 錦木屋                | 明治11年 崎村       | 崎村                        | 柏崎村                     | 柏崎村                         | 柏崎村                             | 柏崎村                                          | 昭和32年2月1日 紀勢町              | 紀勢町                                      | 平成17年2月14日 大紀町       | 大紀町   |
| 牟婁郡錦浦          | 牟婁郡錦浦   | 牟婁郡錦浦            | 牟婁郡錦浦          | 明治12年2月5日 北牟婁郡錦浦 | 北牟婁郡 錦村              | 北牟婁郡錦村                   | 昭和15年11月10日 町制 北牟婁郡錦町 | 北牟婁郡錦町                                    | 昭和32年2月1日 紀勢町              | 紀勢町                                      | 平成17年2月14日 大紀町       | 大紀町   |

## 行政
歴代郡長
| 代 | 氏名       | 就任年月日                 | 退任年月日                | 備考                   |
| -- | ---------- | -------------------------- | ------------------------- | ---------------------- |
| 1  | 日比重知   | 明治12年（1879年）         |                           |                        |
| 2  | 山内俊徳   | 明治14年（1881年）12月14日 |                           | 心得                   |
| 3  | 久留清義   | 明治15年（1882年）3月6日   |                           |                        |
| 4  | 浦田長民   | 明治17年（1884年）9月27日  |                           |                        |
| 5  | 満岡勇之助 | 明治20年（1887年）7月15日  |                           |                        |
| 6  | 岡耕三郎   | 明治32年（1899年）4月27日  |                           |                        |
| 7  | 川田茂通   | 明治35年（1902年）11月10日 |                           |                        |
| 8  | 今村真橘   | 明治39年（1906年）6月16日  |                           |                        |
| 9  | 北野孝一   | 明治45年（1912年）6月22日  |                           |                        |
| 10 | 須田松太郎 | 大正8年（1919年）8月21日   |                           |                        |
| 11 | 渡辺恒三郎 | 大正11年（1922年）5月13日  |                           |                        |
| 12 | 瓜生精一   | 大正12年（1923年）3月      | 大正15年（1926年）6月30日 | 郡役所廃止により、廃官 |